# Honda RA300
La Honda RA300 è una vettura monoposto da F1 prodotta dalla Honda Racing per la stagione 1967 del campionato del mondo.
Il motore utilizzato era lo stesso della precedente Honda RA273 mentre il telaio era realizzato da Eric Broadley della Lola ed era ispirato alla vettura realizzata per la 500 miglia di Indianapolis.
La vettura impressionò per le sue prestazioni e si aggiudicò, guidata da John Surtees,  il Gran Premio d'Italia. In seguito però ottenne solo altri tre punti iridati quando con lo stesso pilota giunse al 4º posto nel Gran Premio del Messico. Nella stagione 1968 venne sostituita dalla RA301.

## Risultati in Formula 1
| Anno | Team         | Motore | Gomme | Piloti  |  |  |  |  |  |  |  |  |   |     |   | Punti | Pos. |
| ---- | ------------ | ------ | ----- | ------- |  |  |  |  |  |  |  |  | - | --- | - | ----- | ---- |
| 1967 | Honda Racing | Honda  | F     | Surtees |  |  |  |  |  |  |  |  | 1 | Rit | 4 | 20    | 4º   |

| Anno | Team         | Motore | Gomme | Piloti  |   |  |  |  |  |  |  |  |  |  |  |  | Punti | Pos. |
| ---- | ------------ | ------ | ----- | ------- | - |  |  |  |  |  |  |  |  |  |  |  | ----- | ---- |
| 1968 | Honda Racing | Honda  | F     | Surtees | 8 |  |  |  |  |  |  |  |  |  |  |  | 14    | 6º   |

| Legenda | 1º posto     | 2º posto | 3º posto    | A punti         | Senza punti/Non class.  | Grassetto – Pole position Corsivo – Giro più veloce |
| Legenda | Squalificato | Ritirato | Non partito | Non qualificato | Solo prove/Terzo pilota | Grassetto – Pole position Corsivo – Giro più veloce |